# Zoológico de Chapultepec

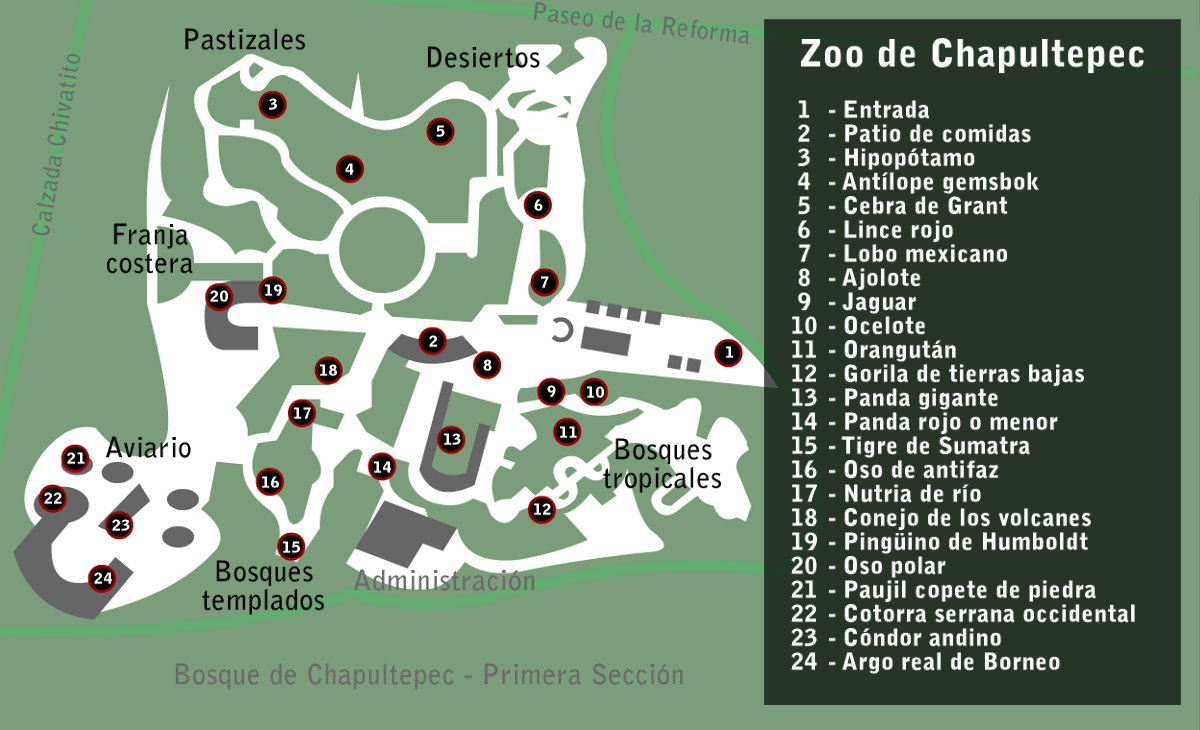
Übersichtsplan des Zoos

Zoológico de Chapultepec ist der bedeutendste Zoo von Mexiko. Der Grundstein zu seiner Errichtung wurde am 6. Juli 1923 von dem bekannten mexikanischen Biologen Alfonso Luis Herrera gelegt, nachdem er in verschiedenen Teilen der Welt gründliche Recherchen vorgenommen hatte, um einen für die Bedürfnisse der Tiere geeigneten Raum zu entwerfen. Nach einem Jahr Bauzeit wurde der Zoo Chapultepec 1924 eröffnet.
Mit über 5 Millionen Besuchern im Jahr ist der Zoo Chapultepec eines der meistbesuchten Zoogehege weltweit und eine der beliebtesten Freizeitanlagen von Mexiko-Stadt. Er beherbergt unter anderem eine Vielzahl von vorwiegend bzw. ausschließlich in Mexiko beheimateten Tierarten, wie zum Beispiel den Arasittich, den Axolotl, das Pfauentruthuhn, die mexikanische Vogelspinne, das Vulkankaninchen und den mexikanischen Wolf sowie die auch in Mittel- und Südamerika vorkommenden Katzen Jaguar und Ozelot. Zu den weiteren Attraktionen zählen nur in Südamerika beheimatete Tierarten, wie der Andenkondor, der Brillenbär, der Humboldt-Pinguin und der schwarze Brüllaffe.
Eine besondere Stellung in der Geschichte des Zoos kommt dem Großen Panda zu und hier insbesondere der 1981 geborenen Tohui, die in den frühen 1980er Jahren der große Star im Zoo Chapultepec war und in den ersten Wochen nach ihrer Geburt Besucherzahlen anzog, die der Zoo ansonsten im Jahr erzielt.